# Checkpoint top 5
De Checkpoint top 5 is een televisieprogramma van de Evangelische Omroep dat sinds 2 juli 2014 wordt uitgezonden bij Zapp op Nederland 3. Het programma is opgebouwd op basis van fragmenten uit Checkpoint. In iedere uitzending worden de vijf beste testmomenten rond een bepaald thema getoond.

## Afleveringen
| # | Moment                         | Afkomstig uit                   |
| - | ------------------------------ | ------------------------------- |
| 1 | Auto valt van kraan.           | Autogordels                     |
| 2 | Tank rijdt over auto.          | Onbreekbaar? → Zwaailicht       |
| 3 | Auto's stapelen.               | Jongens vs Meiden → Machines    |
| 4 | Achteruitrijden met aanhanger. | Checkpoint Revenge: Auto Rijden |
| 5 | Auto pletten.                  | Jongens vs Meiden → Slopen      |

| # | Moment                        | Afkomstig uit                     |
| - | ----------------------------- | --------------------------------- |
| 1 | Droogijs met pingpongballen.  | De Klapper Van De Week → Droogijs |
| 2 | Benzinevlam.                  | De Klapper Van De Week → Benzine  |
| 3 | Spuitbus op barbecue.         | Handleidingen → Spuitbus          |
| 4 | Stofexplosie van houtzaagsel. | Stofexplosie                      |
| 5 | Deur wordt opgeblazen.        | Deurentest                        |

| # | Moment                    | Afkomstig uit             |
| - | ------------------------- | ------------------------- |
| 1 | Vlam-in-de-pan.           | High Speed Camera → Vuur  |
| 2 | Ontvlambaarheid van olie. | Olie                      |
| 3 | Lipo-accu.                | Handleidingen → Accu      |
| 4 | Auto in brand.            | Film Check → Benzinespoor |
| 5 | Lucifer brandend houden.  | Jongens vs Meiden → Vuur  |

| # | Moment                    | Afkomstig uit                      |
| - | ------------------------- | ---------------------------------- |
| 1 | Klittenband hangen.       | Plaktest                           |
| 2 | Stroomstoten.             | Gevaren In Huis → Televisie in bad |
| 3 | Paintballpistool.         | Jongens vs Meiden → Pijngrenstest  |
| 4 | Treincrash.               | Per Spoor                          |
| 5 | Fietscrash in het donker. | Alternatieve fietsverlichting      |

| # | Moment                    | Afkomstig uit                       |
| - | ------------------------- | ----------------------------------- |
| 1 | Tom fietst van container. | Jongens vs Meiden → Lef             |
| 2 | Sprong op rijdende auto.  | Film Check → Sprong                 |
| 3 | Pianocrash.               | De Klapper Van De Week → Pianocrash |
| 4 | Stuiterballen vangen.     | Jongens vs Meiden → Vangen          |
| 5 | Bungeejumpen.             | De Kracht Van Veel → Elastiek       |

| # | Moment             | Afkomstig uit                  |
| - | ------------------ | ------------------------------ |
| 1 | Manneken Pis.      | Nederland vs België            |
| 2 | Aquarium takelen.  | Jongens vs Meiden → Verhuizer  |
| 3 | Kopje onder.       | Jongens vs Meiden → Waterrat   |
| 4 | Glijbaan als lift. | Privé Lift                     |
| 5 | Ontsnapping.       | Jongens vs Meiden → Ontsnappen |

| # | Moment                 | Afkomstig uit                  |
| - | ---------------------- | ------------------------------ |
| 1 | Auto penaltyreeks.     | Nederland vs. Duitsland        |
| 2 | Trebuchet.             | Schiettent                     |
| 3 | Auto paintballgevecht. | Revanche → Rijbewijs           |
| 4 | Klap in je gezicht.    | Faken dat je ziek bent         |
| 5 | Robin Hood.            | Jongens vs Meiden → Robin Hood |

| # | Moment                     | Afkomstig uit        |
| - | -------------------------- | -------------------- |
| 1 | Spider-Man.                | Spider-Man           |
| 2 | Achter het behang.         | Plaktest             |
| 3 | Auto optakelen.            | Secondelijm          |
| 4 | Klittenband deurbarricade. | Klittenband Test     |
| 5 | Road Runner plaktest.      | Cartoon Check → Lijm |

| # | Moment                   | Afkomstig uit                      |
| - | ------------------------ | ---------------------------------- |
| 1 | Kunstmatige inseminatie. | Jongens vs Meiden → "Dirty Jobs"   |
| 2 | Poep vegen.              | Heel Veel Plezier Zonder Wc Papier |
| 3 | Toilet schoonmaken.      | Jongens vs Meiden → "Dirty Jobs"   |
| 4 | Drinkwater uit urine.    | Survival                           |
| 5 | Meelwormen.              | Jongens vs Meiden → Lef            |

| # | Moment                | Afkomstig uit                    |
| - | --------------------- | -------------------------------- |
| 1 | Clown achter spiegel. | Jongens vs Meiden → Schriktest   |
| 2 | Evenwichtsbalk.       | Jongens vs Meiden → Evenwicht    |
| 3 | Klap met knuppel.     | De Foptest                       |
| 4 | Politieagent.         | Jongens vs Meiden → Politieagent |
| 5 | Belletje trekken.     | Jongens vs Meiden → Kattenkwaad  |